# Col·lectiu Soterranya
El Col·lectiu Soterranya és una a associació no governamental, sense ànim de lucre pel medi ambient i contra el canvi climàtic que desenvolupa les seves activitats a Torrent i resta de la comarca de l'Horta. És una associació cultural i social que des de 2004 té com a finalitat informar, reivindicar i crear consciència crítica a la ciutadania, animant-la a la construcció d'un entorn just, sostenible i humà. Soterranya treballa en les àrees de mobilitat sostenible, solidaritat i sensibilització, medi ambient i cultura. Realitzen tasques envers persones sense sostre, així com campanyes per facilitar bicicletes a persones sense recursos. Soterranya treballa també en la protecció i el respecte a la Serra Perenxisa amb activitats de conscienciació, de respecte a la natura i a la resta d'éssers vius, també en col·laboració amb la Xarxa JOVES.net porta diversos anys realitzant programes de voluntariat ambiental a través del seu programa Horta Neta, d'activitats per a joves de coneixement, millora i conservació del medi ambient.
L'any 2016 va rebre el tercer premi de la Setmana Europea de la Mobilitat al País Valencià per la campanya Bicis per a Totes, en la que recull bicicletes en desús, les repara i les lliura a persones necessitades a través d'altres ONG i els Serveis Socials, havent lliurat entre els anys 2015 i 2016 més de 267 bicicletes.